# サイコム (パソコンメーカー)
株式会社サイコムとは、BTOパソコンの製造メーカーである。

## 概要
埼玉県八潮市緑町に本店を置く、BTOパソコンの製造、組み立て、販売を行う会社である。PCパーツも販売している。サイコム(Sycom)の名前の由来は、「System&Computer」を略したものである。
PCゲームの扱う「ゲーミングPC」に造詣が深いこともあり、プロゲーミングチームにもスポンサーとして名を連ね、また企業活動としてeスポーツを通じた障害者の社会参加を促進する目的で、障害者eスポーツプレーヤーへのゲーミングPC提供等のサポートを行なっている。

## 事業
Radiant部門
BTOパソコンの受注生産を行う。
PCパーツ部門
PCパーツの販売を行う。

## 沿革
出典
- 1999年5月 - 埼玉県草加市にて有限会社サイコムとして設立 インターネットを利用したカスタムPC販売を開始
- 2001年5月 - 埼玉県八潮市に移転
- 2006年7月 - 株式会社に組織変更
- 2010年3月 - プロメテック・ソフトウェア、トーワ電機株式会社との共同出資にて、日本GPUコンピューティング有限責任事業組合（通称：G-DEP / 日本GPUコンピューティングパートナーシップ）を設立
- 2016年1月 - プロメテック・ソフトウェア、構造計画研究所との共同出資にて、GDEPソリューションズを設立